# Emperador Enclaustrado
El Emperador Enclaustrado (太上法皇 Daijō Hōō?) era un antiguo título dado a un Emperador japonés que abdicó del trono y se retiró a una comunidad monástica budista recibiendo el rito Pravrajya. Fue también conocido como Hōō (法皇).
Un Emperador Enclaustrado también tenía el título de Daijō Tennō (Emperador Retirado), así por lo tanto mantenían el poder.
Entre los emperadores que adoptaron el gobierno enclaustrado fueron:
- Emperador Shirakawa (Daijō Hōō desde 1087 - 1129)
- Emperador Toba (Daijō Hōō desde 1129 - 1156)
- Emperador Go-Shirakawa (Daijō Hōō desde 1158 - 1192)

El último Emperador que adoptó este título fue el Emperador Reigen (1687 - 1732).